# Мьолехьой
Мьолехьой (на датски Møllehøj) е най-високата естествена точка в Дания с надморска височина 170,86 m.
В резултат на измервания в периода ноември 2004 г. – февруари 2005 г. , възвишението Мьолехьой остава най-високата естествена точка, но за официална най-висока точка в Дания е обявена Юдинг Шовхьой (Yding Skovhøj). Причината за разминаването е, че на върха на Юдинг Шовхьой има изкуствено изградена погребална могила от бронзовата епоха, която допринася за общата надморска височина от 172,54 m.